# Kellya Zulemaro
Kellya Zulemaro (* 10. September 1994 in Cayenne, Französisch-Guayana) ist eine französische Handballspielerin auf der Kreisläufer-Position. In der Variante Beachhandball ist sie französische Nationalspielerin.
Zulemaro ist gelernte Feuerwehrfrau und Brandschützerin.

## Hallenhandball
Zulemaro begann im Alter von 12 Jahren bei Ara de Macouria mit dem Handballsport, mit 15 wechselte sie zu Pôle Espoir de la Guadeloupe in Macouria in Französisch-Guayana, wo sie von Scouts des französischen Erstligisten Cercle Dijon Handball entdeckt wurde. Im August 2010 wechselte sie in das Nachwuchszentrum des Vereins. In der Saison 2011/12 debütierte sie in der ersten französischen Liga und bestritt 2013/14 auch ihre ersten und bislang einzigen Spiele in einem Europapokalwettbewerb, dem EHF-Europapokal der Pokalsieger der Frauen 2013/14, wo sie mit ihrer Mannschaft in der dritten Runde gegen HC Odense ausschied. 2014 erhielt sie ihren ersten Profivertrag beim Verein. 2015 wechselte Zulemaro nach 42 Erst- (einschließlich Play-down-Spielen) und 19 Zweitligaspielen (in der Saison 2013/14) sowie 14 Drittligaspielen für die zweite Mannschaft zum Drittligisten Le Pouzin Handball 07. Nach zwei Jahren mit 30 Einsätzen unterbrach sie zunächst ihre Karriere. 2018 schloss sie sich dem unterklassigen Verein Us Cagnes Handball an. 2019 wechselte sie zum Drittligisten Cannes Mandelieu Handball, ein Jahr später zum Viertligisten Olympique Antibes Juan Les Pins Handball.
Nach dem Wechsel nach Dijon wurde Zulemaro schnell in die Nachwuchsmannschaften Frankreichs berufen, wo sie verschiedene Altersklassen durchlief und 2014 Spielführerin der französischen U 20 war.

## Beachhandball

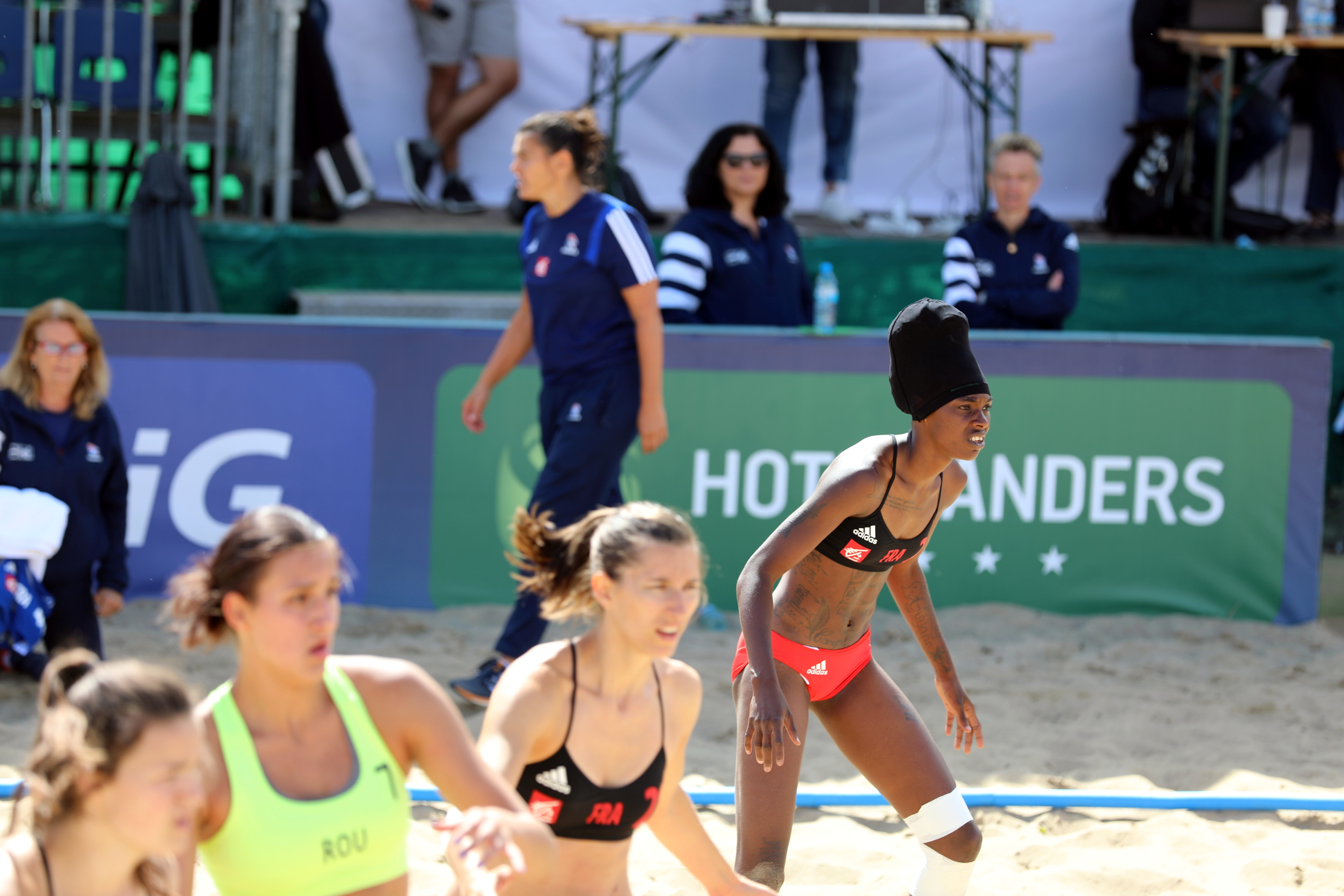
Zulemaro (mit Mütze) im Trostrundenspiel gegen Rumänien bei der EM 2019

Ihr erstes Turnier für die französische A-Nationalmannschaft bestritt Zulemaro bei den Europameisterschaften 2019 in Stare Jabłonki, Polen. Frankreich startete mit einer knappen Niederlage gegen die Portugiesinnen in das Turnier. Das zweite Spiel gegen Zypern gewann Frankreich überlegen. Gegen die Titel-Mitfavoritinnen aus Ungarn gab es im dritten Spiel eine knappe Niederlage. Auch das vierte Vorrundenspiel ihrer Gruppe verloren die Französinnen gegen Polen, wenn auch überaus knapp, mit je einem Punkt Rückstand in den beiden Durchgängen. Als Vorletzte ihrer Gruppe zogen die Französinnen in die Trostrunde ein. Hier konnte Zulemaro ihre drei Spiele gegen Russland knapp und gegen Rumänien und Slowenien deutlich gewinnen. Bei den Platzierungsspielen verloren die Französinnen gegen die Gastgeberinnen aus Polen im Shootout. Das nächste Spiel gegen die Schweiz wurde im Shootout gewonnen. Auch das letzte Platzierungsspiel wurde gegen Italien klar gewonnen und Frankreich schloss das Turnier als 13. von 20 Mannschaften ab. Zulemaro bestritt alle zehn Turnierspiele und erzielte sechs Punkte.

## Einzelbelege
1. ↑  Macouria : ARA de Macouria (Clubs de Guyane). Abgerufen am 10. September 2021.
2. ↑  Kellya ZULEMARO ne fait que commencer. In: ♥ Fier d'être Guyanais ! Fier Guyane ! 16. April 2016, abgerufen am 10. September 2021 (französisch).
3. ↑  Transferts. Arrivées & départs 2015-2016. Abgerufen am 10. September 2021.
4. ↑  Kellya ZULEMARO. Abgerufen am 10. September 2021 (französisch).
5. ↑  Kellya, vous allez l'aimer - OAJLP HB % %. In: OAJLP HB. 21. April 2020, abgerufen am 10. September 2021 (französisch).
6. ↑  Lancement de l’Euro 2019 de Beach Handball en Pologne. 2. Juli 2019, abgerufen am 5. Januar 2021 (französisch).
7. ↑  European Handball Federation - 2019 Women's ECh Beach Handball / Final Tournament. Abgerufen am 18. November 2020 (englisch).

| Personendaten    | Personendaten                                     |
| ---------------- | ------------------------------------------------- |
| NAME             | Zulemaro, Kellya                                  |
| KURZBESCHREIBUNG | französische Handball- und Beachhandballspielerin |
| GEBURTSDATUM     | 10. September 1994                                |
| GEBURTSORT       | Cayenne, Französisch-Guayana                      |